# Mercy Killers
I Mercy Killers sono un gruppo punk rock statunitense guidato da Craig Fairbaugh (chitarra e voce), già Forgotten, Bastard nei Lars Frederiksen and the Bastards e +44 con i membri dei blink-182. Al basso Sam Soto, dei Sluts for Hire e Original Sinners e alla batteria il "human machine gun" irlandese Colin Berrill (ex Gurrier).

## Storia
Il gruppo prende forma quando, su consiglio di Tim Armstrong, Craig conosce Sam e iniziano a scrivere dei pezzi con batteria sintetica o batteristi ausiliari. Quando in tour con i Bastards, Craig conosce Colin, e dopo poche settimane diventa membro ufficiale della band.
I MK all'attivo hanno due pezzi nelle compilation della Hellcat Give 'em the Boot, un EP sulla Rancid Records e nell'agosto del 2006 esce Bloodlove, il primo album.
Le sonorità della band sono molto particolari e ricordano i Christian Death, i Social Distortion ma anche i primi AFI e i Banshees.

## Formazione
- Craig Fairbaugh - voce, chitarra
- Sam Soto - basso
- Colin Berrill - batteria
- Shane Gallagher - chitarra

## Discografia
Album in studio
- 2006 - Bloodlove

EP
- 2005 - Mercy Killers